# Nagytilaj, Vas
Nagytilaj  este un sat în districtul Vasvár, județul Vas, Ungaria, având o populație de 137 de locuitori (2011). 

## Demografie
Componența etnică a satului Nagytilaj
     Maghiari (86,96%)
     Germani (8,07%)
     Romi (3,11%)
     Necunoscut (1,86%)
     Alții (1,86%)
Componența confesională a satului Nagytilaj
     Romano-catolici (71,53%)
     Fără religie (4,38%)
     Luterani (3,65%)
     Reformați (2,19%)
     Necunoscută (18,25%)
Conform recensământului din 2011, satul Nagytilaj avea 137 de locuitori. Din punct de vedere etnic, majoritatea locuitorilor (86,96%) erau maghiari, existând și minorități de germani (8,07%) și romi (3,11%). Apartenența etnică nu este cunoscută în cazul a 1,86% din locuitori.  Din punct de vedere confesional, majoritatea locuitorilor (71,53%) erau romano-catolici, existând și minorități de persoane fără religie (4,38%), luterani (3,65%) și reformați (2,19%). Pentru 18,25% din locuitori nu este cunoscută apartenența confesională.